# Shenandoah National Park
Shenandoah National Park er en nationalpark i delstaten Virginia i USA. Parken blev etableret 26. december 1935, og er på 805 km². 
De vigtigste naturattraktioner i parken er bjergkæden Blue Ridge Mountains, der er dækket af løvskove, som er hjemsted for dyr i titusindvis. Vejen Skyline Drive og vandrestien Appalachian Trail gennemløber hele den smalle park, som har flere end 800 km vandrestier langs udsigtspunkter og vandfald ved Shenandoahfloden. Det var 1.076.150 besøgende til parken i 2006. 
En stor del af landarealet er defineret som vildmark og er beskyttet som en del af National Wilderness Preservation System. Det højeste bjerg i parken er Hawksbill Mountain som er 1.235 moh.
Shenandoah National Park går gennem otte counties i delstaten Virginia, og den spektakulære og populære Skyline Drive som går tværs gennem parken fungerer som grænse mellem disse. Vest for Skyline Drive, fra nordvest mod sydvest, ligger Warren, Page, Rockingham og Augusta County. Øst for vejen ligger Rappahannock, Madison, Greene og Albemarle County.
Arbejdet med at oprette Shenandoah-parken blev påbegyndt i 1926, og parken blev etableret 26. december 1935. Det meste af området var tidligere i privat eje, og blev opkøbt af delstaten. 